# Durgol

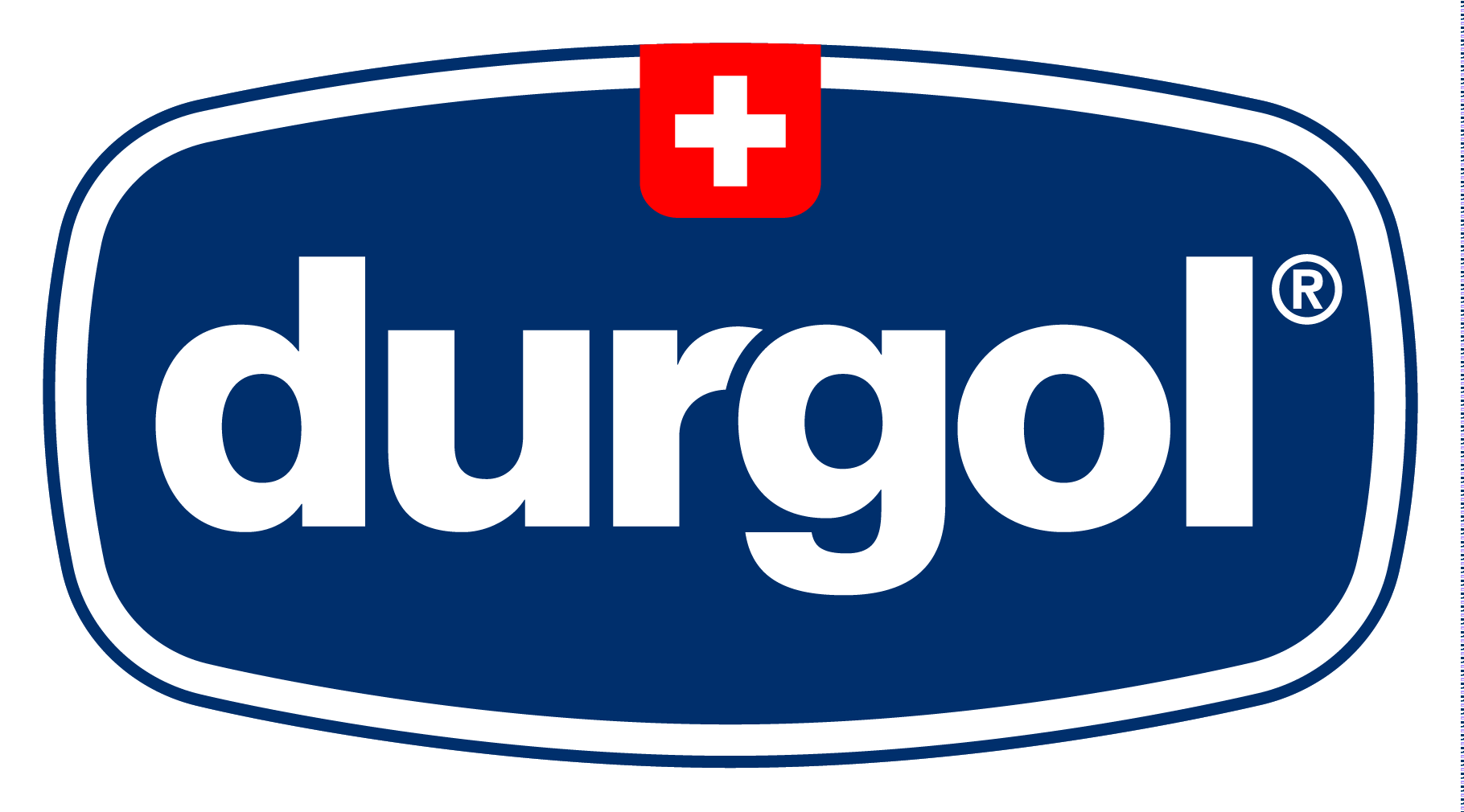
Durgol-Logo

Durgol (Eigenschreibweise: durgol) ist eine Schweizer Marke für Entkalkungsmittel. Hergestellt wird Durgol in Dällikon durch die Düring AG. Der Name Durgol setzt sich aus dem Familiennamen «Düring» und der in den 1950er-Jahren populären Endung «-ol» für industriell gefertigte Produkte zusammen.

## Geschichte
Die Marke Durgol besteht seit 1951. Maria Düring-Keller aus Zürich war mit den bestehenden Entkalkungsmitteln unzufrieden und experimentierte im Keller ihres Hauses mit verschiedenen Chemikalien. Im Anschluss begann Düring-Keller gemeinsam mit ihrem Ehemann, dem Drogisten Walter Düring, das von ihr entwickelte Entkalkungsmittel zu verkaufen. Zur Bewerbung des Produktes unternahm sie Verkaufstouren durch die Schweiz.
1963 stieg Maria Düring-Kellers Sohn Walter Düring († 2017) in die Düring AG ein. Unter Walter Düring wurden die erste professionelle Abfüllanlage gebaut und die Entkalkungsmischungen weiterentwickelt, etwa in Bezug auf die Eignung zur Anwendung auf Metalloberflächen dank Korrosionsschutz. Nachdem das Produkt Durgol zunächst hauptsächlich an Drogerien sowie Grosskunden wie Institutionen und Firmen verkauft worden war, fiel in den 1970er-Jahren der Entscheid zum Einstieg in den Detailhandel, um verstärkt Privathaushalte als Kunden zu erschliessen.
1980 erfand Walter Düring die WC-Ente, die zu einem weltweiten Erfolg wurde. Nachdem die Düring AG im Jahr 2008 die Namensrechte an der WC-Ente an die amerikanische Firma S. C. Johnson & Son verkauft hatte, konzentrierte sie sich wieder verstärkt auf ihre Marke Durgol als Entkalker. Dabei wurden im Laufe der Jahre eine Reihe von Spezialprodukten eingeführt, beispielsweise eines für die Reinigung von Kaffeemaschinen.

## Produkte
Die Düring AG bietet unter dem Namen Durgol Produkte zur Reinigung und Entkalkung von Bad, Küche, Kaffeemaschinen und Steamern an. Kalkablagerungen im Haushalt entstehen hauptsächlich durch den Kontakt mit hartem, kalkhaltigem Wasser, und deren Entfernung kann die Lebensdauer von Haushaltsgeräten erhöhen. Durgol umfasst Stand 2022 zwölf Grundprodukte sowie zusätzlich Spezial-Entkalker für Haushaltsgeräte sowie weitere Reinigungsprodukte. Das Produkt Durgol express ist laut Ümit Yoker in der Neuen Zürcher Zeitung weniger aggressiv als andere Kalkreiniger und deshalb frei verkäuflich. Die Formulierungen der Durgol-Produkte bestehen insbesondere aus Sulfonsäuren.
Stand 2021 werden jährlich zehn Millionen Flaschen abgefüllt. Die Abfüllung sämtlicher Durgol-Produkte passiert am Firmensitz der Düring AG in Dällikon durch Maschinen; die Verpackung und Endkontrolle wird durch Mitarbeiter übernommen.

## Marktanteile
Durgol weist in der Sparte Entkalkungsmittel einen Marktanteil von rund 45 % in der Schweiz (Stand 2016) und von rund 48 % in Österreich (Stand 2022) auf. In Deutschland wurde der Marktanteil 2022 auf 19,7 % beziffert, wobei es in den vorangegangenen Jahren ein starkes Wachstum des Deutschland-Geschäftes gegeben hatte. Die Durgol-Flaschen werden vom Schweizer Produktionsstandort in rund 40 Länder weltweit exportiert. Dazu gehören unter anderen China, Israel und verschiedene osteuropäische Länder.